# Outriaz
Outriaz – miejscowość i gmina we Francji, w regionie Owernia-Rodan-Alpy, w departamencie Ain.

## Demografia
Według danych na styczeń 2012 roku gminę zamieszkiwały 263 osoby, a gęstość zaludnienia wynosiła 44,5 osób/km².

Populacja Outriaz w latach 1962–2008